# Graham Ibbeson
Graham Ibbeson es un artista y escultor residente de Barnsley, South Yorkshire, Inglaterra. 

## Obras
Ha creado esculturas de bronce en pueblos y ciudades de Gran Bretaña , entre otros Leeds, Cardiff, Dover, Barnsley, Doncaster, Northampton, Chesterfield, Middlesbrough, Perth, Otley y Rugby. Una de sus piezas más famosas es la estatua del cómico Eric Morecambe, que se alza junto al mar en la ciudad natal del intérprete, en Morecambe, Lancashire y que fue inaugurada por la Reina. Ibbeson también ha esculpido al dúo cómico Laurel y Hardy, estando previsto que la estatua de bronce se instale en la ciudad natal de Laurel, Ulverston. Otra estatua de bronce, de Cary Grant, realizó Ibbeson para la ciudad de Bristol, Inglaterra.

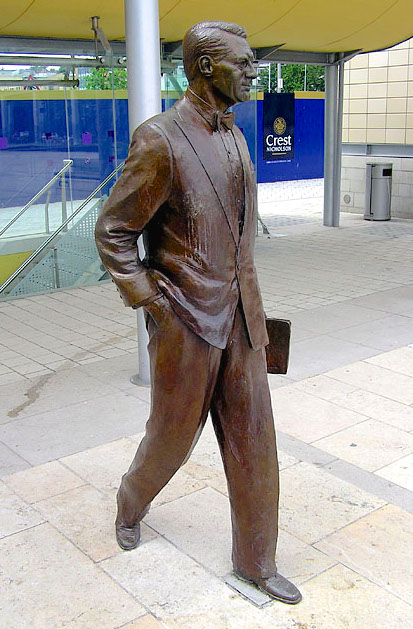
Estatua de Cary Grant en Bristol.
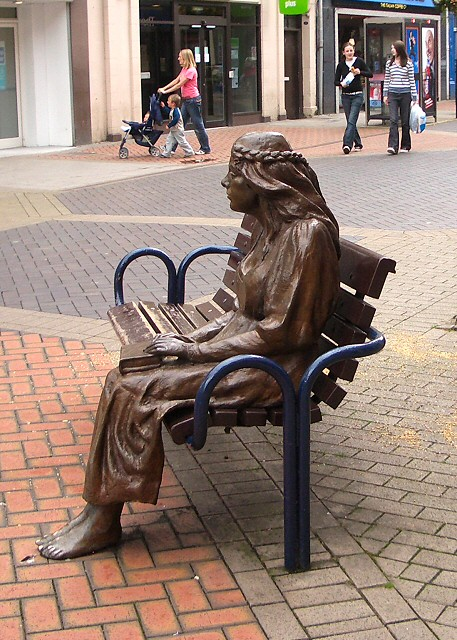
La hermosa doncella de Perth. Esta escultura se sienta en el extremo este de la calle principal peatonal. Se refiere a la novela del mismo nombre de Sir Walter Scott, aunque la doncella misma parece haber perdido interés en su libro.
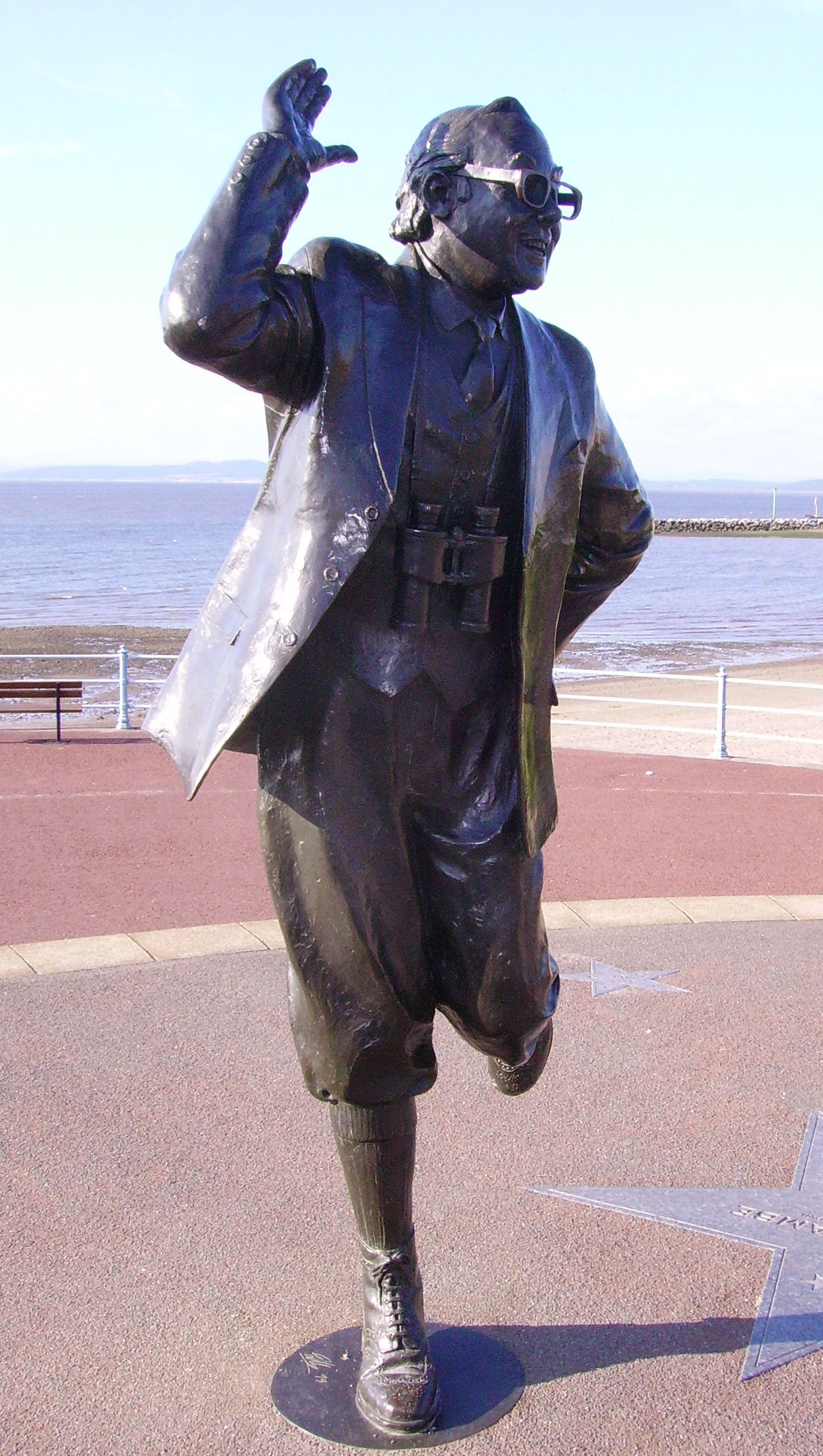
Otra imagen de la escultura dedicada a la memoria de Eric Morecambe